# Совя-Воля
Совя-Воля (пол. Sowia Wola) — село в Польщі, у гміні Чоснув Новодворського повіту Мазовецького воєводства.
Населення — 397 осіб (2011).
У 1975-1998 роках село належало до Варшавського воєводства.

## Демографія
Демографічна структура станом на 31 березня 2011 року:
|          | Загалом | Допрацездатний вік | Працездатний вік | Постпрацездатний вік |
| -------- | ------- | ------------------ | ---------------- | -------------------- |
| Чоловіки | 184     | 48                 | 118              | 18                   |
| Жінки    | 213     | 61                 | 120              | 32                   |
| Разом    | 397     | 109                | 238              | 50                   |